# NGC 5411
NGC 5411 este o liner situată în constelația Boarul. A fost descoperită în 25 aprilie 1883 de către Ernst Wilhelm Tempel. Se află la o distanță de 85,9 de megaparseci de Pământ.